# Telipogon peruvianus
Telipogon peruvianus là một loài thực vật có hoa trong họ Lan. Loài này được T.Hashim. miêu tả khoa học đầu tiên năm 1990.